# Melamprosops phaeosoma
Il poo uli, o più propriamente poʻo-uli (Melamprosops phaeosoma Casey & Jacobi, 1974) è un uccello passeriforme estinto della famiglia Fringillidae, endemica delle Hawaii. È l'unica specie del genere Melamprosops Casey & Jacobi, 1974.

## Etimologia
Il nome scientifico del genere, Melamprosops, deriva dal greco μέλας (melas, «nero») + πρόσωπο (prosopo, «faccia»), mentre l'epiteto specifico phaeosoma, deriva φαιός (phaios, «grigio-bruno») + σώμα (soma, «corpo»).

## Descrizione

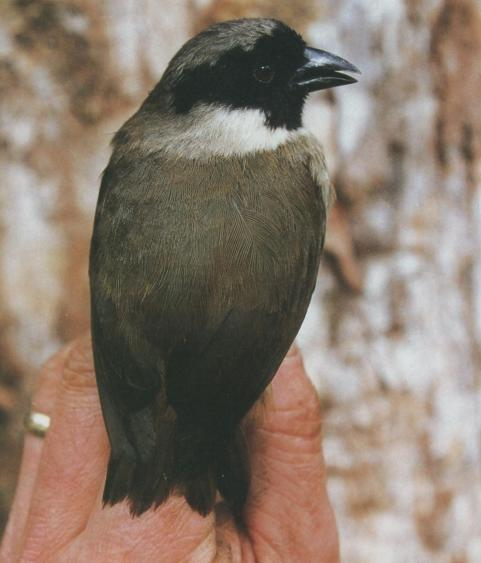
Esemplare adulto.

### Dimensioni
Misura 14 cm di lunghezza, per 25 g di peso.

### Aspetto
Le regioni superiori sono di colore marrone, mentre quelle inferiori sono bianco-grigiastre: è presente una larga maschera facciale nera, che si estende fin dietro agli occhi. Negli adulti, al di sopra di essa, il capo è di un grigio argenteo che si fa più marrone sul vertice; dietro alla maschera, inoltre, è presente una macchia chiara dai contorni ben definiti. I giovani sono simili agli adulti, ma hanno il ventre marroncino, la maschera facciale più piccola e la sommità del capo marrone invece che grigia. La maggior parte delle prime fotografie di poo uli raffiguravano esemplari ricoperti da piumaggio giovanile. Zampe e becco sono neri, quest'ultimo con una leggera curvatura verso il basso: gli occhi sono bruni.

## Biologia
Si tratta di uccelli dalle abitudini diurne e moderatamente territoriali, che dividono la giornata fra la ricerca di cibo fra gli alberi e lo stazionamento fra i rami, mantenendosi solitamente a 5-7 m d'altezza e scendendo più in basso (ad esempio fra i cespugli) per reperire il cibo: essi si muovono generalmente in coppie o in piccoli gruppi, talvolta in associazione con altre specie (soprattutto 'alauahio, ma talvolta anche l'altrettanto raro kiwikiu).

### Alimentazione

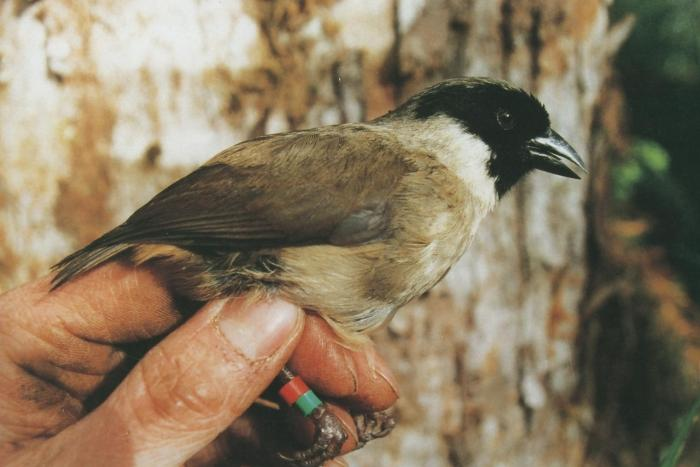
Giovane esemplare.

Si tratta di una delle pochissime specie di fringillidi ad avere dieta specializzata nel nutrirsi di chiocciole, delle quali si nutre quasi esclusivamente: la sua dieta comprende anche insetti e ragni, nonché, più sporadicamente, bacche (in particolar modo quelle di Cheirodendron trigynum).

### Riproduzione
Si tratta verosimilmente di uccelli monogami: si ritiene che la stagione degli amori cada durante la prima metà dell'anno, essendo stati tutti i nidi ritrovati fra marzo e aprile. Il maschio corteggia la femmina cantando vigorosamente mentre le gira attorno su un albero: la nidificazione avviene al suolo.

## Distribuzione e habitat
Il poo uli era endemico dell'isola di Maui, nelle Hawaii orientali, della quale occupa una ristrettissima area nella porzione orientale, nei pressi del torrente Hanawi.
L'habitat di questi uccelli è rappresentato dalle aree di foresta pluviale primaria di Metrosideros polymorpha, con presenza di denso sottobosco, fra i 275 ed i 1350 m di quota.

## Tassonomia
Il poo uli è stato scoperto solamente nel 1973 da alcuni studenti dell'Università delle Hawaii, che ne osservarono degli esemplari lungo le pendici nord-orientali dell'Haleakalā, sull'isola di Maui, attorno ai 1980 m di altezza.
Nell'ambito della tribù dei Drepanidini, questo uccello rappresenta una linea filetica molto basale e lontana da tutte le altre.
La specie è monotipica.

## Conservazione
Pare che in passato questo uccello, pur essendo naturalmente raro, popolasse un po' tutta la metà arida dell'isola di Maui: già l'arrivo dei coloni polinesiani nell'arcipelago, col loro seguito di animali alieni, dovette causare una netta diminuzione del numero di esemplari, tuttavia persistevano piccole popolazioni, ulteriormente decimate dalla colonizzazione europea.

Quando la specie venne scoperta, si pensa che il numero di questi uccelli ammontasse a circa 200 esemplari, con una densità pari a 76 poo uli per km²: nel 1981, tale densità era scesa a 15 esemplari per km², e quattro anni dopo si contavano solo 8 capi per km², il che implicava un calo numerico di oltre il 90% nel solo decennio 1975-1985. Nel corso degli anni '80 il poo uli scomparve dalle regioni più orientali del suo areale, e da allora la presenza di questo uccello è stata accertata solo lungo il ramo occidentale del torrente Hanawi.
Il drammatico declino del poo uli è stato attribuito a vari fattori, primi fra tutti la distruzione dell'habitat e, non meno importante, l'introduzione di specie alloctone, in particolare maiali, ratti, gatti e manguste di Giava, dei quali questi uccelli risultano facile preda in virtù delle loro abitudini terricole di nidificazione, e della lumaca elicivora, che competono attivamente con questi uccelli per il cibo. I maiali, in particolare, si sono rivelati estremamente dannosi per il poo uli, così come per numerose altre specie di fringillidi endemici hawaiiani: oltre a distruggerne i siti di cova per nutrirsi, questi animali alterano infatti l'ambiente in cui l'animale vive grufolando nel terreno, causando la scomparsa delle fonti di cibo e la comparsa delle zanzare, veicolo di molte malattie.
Per proteggere il poo uli ed altre specie minacciate di flora e fauna, lo Stato delle Hawaii istituì la Riserva naturale di Hanawi, un'area protetta di circa 38 km² collegata ad altri parchi. La creazione di questa riserva fu possibile solo grazie all'opera di varie istituzioni: il Governo, la Contea di Maui, il National Park Service, l'associazione Nature Conservancy e alcune compagnie private. Il territorio destinato a diventare riserva venne recintato, e a partire dal giugno del 1996 iniziò l'eradicazione dei maiali all'interno dei confini dell'area, portata a compimento nel giro di quattro anni con 202 abbattimenti.
L'abbattimento dei suini (cui seguì quello di ratti, gatti e capre) fece sì che la popolazione di alcune altre specie endemiche del luogo, come lo psittorinco di Maui (Pseudonestor xanthophrys) e l'akohekohe (Palmeria dolei), cominciò a mostrare segni di ripresa: la popolazione di poo uli, invece, nel 1997 si attestava a soli tre esemplari, distribuiti fra la Riserva naturale di Hanawi e il vicino Parco nazionale dell'Haleakala. Nel 2002 uno di questi, una femmina, venne catturato e trasportato all'interno del territorio di un maschio, nella speranza che si accoppiassero: l'esemplare, tuttavia, il giorno successivo al trasferimento fece ritorno nel proprio territorio, distante 2,4 km.
Nel 2004 venne condotta una spedizione di dieci giorni con lo scopo di catturare tutti e tre gli uccelli e trasportarli in un centro di conservazione per gli uccelli presente sull'isola, nella speranza che potessero nidificare: il 9 settembre di quell'anno, uno degli uccelli rimasti, un maschio, venne catturato e portato al Centro di Conservazione degli Uccelli di Maui, a Olinda, nel tentativo di avviare un programma di allevamento in cattività. Tuttavia, l'esemplare morì il 26 novembre, senza che gli studiosi fossero riusciti nel frattempo a trovargli una compagna.

Dal 2004 qualsiasi tentativo di localizzare questi poo uli o altri esemplari è fallito: anche qualora i due uccelli superstiti fossero ancora in vita, essi avrebbero sicuramente più di dieci anni, e quindi sarebbero molto vicini al termine del loro ciclo vitale, oltre a non essere più fertili già da alcuni anni; è inoltre da considerare il fatto che non è mai stato stabilito se si trattasse di un maschio e una femmina o di esemplari dello stesso sesso. Nonostante le ricerche dell’ultima coppia rimasta, nel 2019 la IUCN ne ha comunicato l’estinzione.

## Nella cultura di massa
Il brano Po'o'uli compare nell'album O'o (che deve il nome a un altro uccello hawaiiano estinto) del jazzista John Zorn, insieme a una serie di altri brani hawaiiani e canti di uccelli delle specie illustrate sulla copertina del disco. Tra i musicisti newyorkesi che hanno partecipato alla registrazione dell'album vi sono, tra gli altri, Mark Ribot e Trevor Dunn.